# NGC 163
NGC 163 è una galassia ellittica situata nella costellazione della Balena.

## Scoperta
NGC 163 è stata scoperta il 10 dicembre 1798 dall'astronomo britannico di origine tedesca William Herschel.